# Берново (Тверская область)
Берно́во — деревня в Старицком районе Тверской области России. Административный центр Берновского сельского поселения.

## География
Деревня расположена на берегу реки Тьмы, в северной части района, недалеко от границы с Торжокским. Расстояние (по автодорогам) до города Старица составляет 52 км.

## История
В XIV веке Берново — один из пограничных пунктов между владениями Твери и Новгорода, принадлежало боярам Берновым (отсюда название), здесь пролегал торговый путь. В 1537 году князь Андрей Старицкий стоял в Берново с войском перед походом на Новгород. После 1569 года Берново поступило в опричнину, в начале XVII века отдано стольнику Калитину, а затем перешло бригадиру П. Г. Вульфу.
У его потомка, Ивана Ивановича Вульфа, в усадьбе Берново бывал А. С. Пушкин. В имении Вульфов воспитывалась Анна Керн. В 1971 году в Берново, в бывшем усадебном доме Вульфов, открыт музей А. С. Пушкина и в том же году в Берново проведён первый областной праздник поэзии, ставший традиционным. В 2007 году село посетила Йоко Оно.

## Население
| 1859 | 1886 | 1989 | 2002 | 2010 |
| ---- | ---- | ---- | ---- | ---- |
| 482  | ↘326 | ↗701 | ↘587 | ↘562 |

## Достопримечательности
Основная достопримечательность села — усадьба дворянского рода Вульфов, в которой с 1971 года работает музей А. С. Пушкина.
У здания музея открыт памятник поэту. На холме «Парнас», у омута, в парке у пруда, установлены мемориальные доски. Берново входит в «Пушкинское кольцо Верхневолжья». Каждое первое воскресенье июня в селе проводится традиционный Пушкинский праздник поэзии.
Также в селе находится действующая церковь Успения Пресвятой Богородицы (построена в 1687—1699 годах). На государственной охране как выявленные памятники архитектуры также числятся 12 домов в центральной части села, винокуренный завод и амбулатория земской больницы.
В Бернове 12 сентября 2018 года установлен памятник Александру II. Проведено полное восстановление памятника, который был поставлен рабочими Царю-Освободителю Александру II в 1912 году, и в дальнейшем полностью разрушен. Восстановление памятника проведено друзьями и сподвижниками музея адмирала В. А. Корнилова и рода Корниловых (с. Рясня, Старицкий район).
- На этом месте в селе Берново Левитан написал картину «У омута»
- Музей А. С. Пушкина, здание бывшего имения Вульфов
- Церковь Успения Пресвятой Богородицы